# Relações entre China e Etiópia
As relações entre República Popular da China e Etiópia foram estabelecidas em 1970. A Etiópia tem uma embaixada em Pequim  e a República Popular da China tem uma embaixada em Adis Abeba.  Em 2009, o investimento chinês direto na Etiópia atingiu US$900 milhões e o comércio bilateral cresceu para $1.3 bilhão.

## História
Apesar de um contato comercial inicial, nenhum dos lados mostraria muito interesse na atividade diplomática entre si até o século XX. A China foi um dos cinco únicos governos que se recusavam a reconhecer a conquista da Etiópia pela Itália.  As relações foram pobres durante a era Haile Selassie, quando a Etiópia estava aliada com as potências ocidentais na Guerra Fria. O apoio chinês a Frente de Libertação do Povo Eritreu contribuiu para a tensão entre os países  a partir de 1967. No entanto, os dois países estabeleceram relações diplomáticas em 1 de dezembro de 1970, quando a China concordou em reconhecer a Eritreia como etíope em troca do reconhecimento de Taiwan como chinês por Haile Selassie. As relações melhoraram por um curto período após a revolução etíope de 1974, mas tornaram-se tensas à medida que a junta militar etíope desenvolvia vínculos cada vez mais estreitos com a União Soviética. Depois que a Frente Democrática Revolucionária do Povo Etíope tomou o poder em 1991, as relações melhoraram constantemente, com o aumento dos contatos diplomáticos e o crescente comércio e o investimento chinês na economia etíope.

## Contatos e tratados oficiais

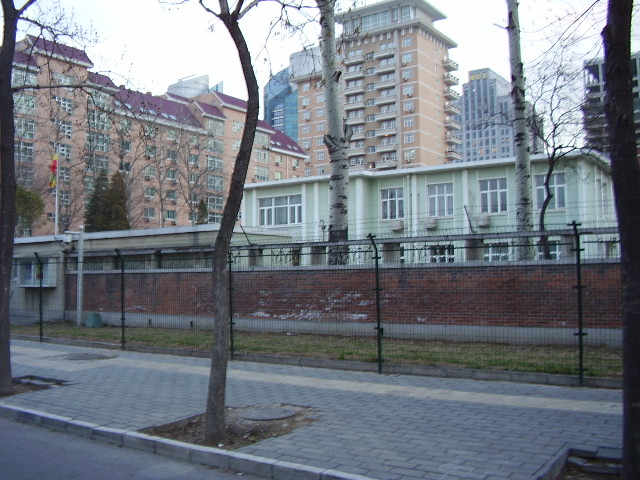
Embaixada da Etiópia em Pequim.

O primeiro-ministro chinês Zhou Enlai visitou a Etiópia em janeiro de 1964. O imperador etíope Haile Selassie visitou Pequim em outubro de 1971, onde foi recebido por Mao Zedong. Qian Qichen, vice-ministro e ministro das Relações Exteriores da China, visitou a Etiópia em julho de 1989, em janeiro de 1991 e em janeiro de 1994. O presidente chinês Jiang Zemin visitou em maio de 1996. 
Em junho de 2001, o vice-chanceler etíope visitou Pequim, onde expressou apoio ao princípio de "Uma China" na disputa com Taiwan.  Em dezembro de 2003, o primeiro-ministro chinês Wen Jiabao visitou a Etiópia para participar da abertura do Fórum de Cooperação China-África. Em dezembro de 2004, os chefes das legislaturas etíopes e chinesas reuniram-se em Pequim e numa declaração conjunta, declarou-se que os dois países desejavam expandir todos os aspectos da cooperação.  Em maio de 2007, o ministro adjunto do Comércio da China Wang Chao visitou Addis Abeba e assinou um acordo de anulação da dívida no valor de US$18.5 milhões. Em fevereiro de 2008, o ministro chinês da construção se reuniu com seu homólogo em Addis Abeba e ressaltou o compromisso dos dois governos com a cooperação. O ministro etíope acolheu o envolvimento das empresas de construção chinesas na melhoria da infraestrutura etíope.  Em novembro de 2008, o presidente do comitê permanente do Congresso Nacional do Povo visitou a Etiópia, onde se encontrou com altos oficiais etíopes e líderes políticos, incluindo o presidente Girma Wolde-Giorgis e discutiu maneiras de fortalecer a cooperação econômica. 
Os acordos entre os dois países incluem o Acordo de Cooperação Econômica e Tecnológica (1971, 1988 e 2002); o Acordo de Comércio (1971, 1976); o Protocolo de Comércio (1984, 1986, 1988); o Acordo para Cooperação Comercial, Econômica e Tecnológica (1996) e o Acordo para Promoção Mútua e Proteção de Investimentos (1988). Em maio de 2009, os dois países assinaram um acordo para eliminar a dupla tributação, que deverá impulsionar o comércio e o investimento. 